# Bricklin SV-1
La Bricklin SV-1 était une voiture sport construite au Nouveau-Brunswick, au Canada.
La Bricklin SV-1 (pour Safety Vehicle One) était assemblée à Saint-Jean tandis que les éléments de carrosserie étaient fabriqués à Minto. La conception initiale remonte à 1972 et sa ligne fut dessinée en 1973. La production, destinée au marché américain, commença en 1974 et se poursuivit jusqu'au début 1976. L'automobile était la création de Malcolm Bricklin, un millionnaire américain qui fonda auparavant Subaru of America. Les ventes n'atteignirent pas les prédictions, et seulement 2 854 voitures furent construites. Il en existerait environ encore 1 100.